# Wakasa-jinja
Le Wakasa-jinja (若桜神社) est un sanctuaire shinto situé à Wakasa, préfecture de Tottori au Japon.
Le principal festival s'y tient, chaque année, au mois de mai.